# TPS Foot
TPS Foot est une chaîne de télévision thématique française consacrée au football exploitée par société éponyme radiée du registre du commerce et des sociétés le 31 décembre 2008.

## Histoire de la chaîne
La chaîne a d'abord été lancé sous le nom TPS English Premier League le 14 août 2004 pour assurer la diffusion du championnat anglais. 
La chaîne est rebaptisée TPS Foot et commence ses programmes le 13 août 2005 sur le bouquet TPS et sur certains réseaux câblés. TPS Foot a arrêté sa diffusion en direct le 31 décembre 2007.

## Identité visuelle

### Logo

Logo de TPS Foot du 13 août 2005 au 31 décembre 2007

## Slogan
- Du 13 août 2005 au 31 décembre 2007 : « La première chaîne 100 % football »

## Organisation

### Capital
À sa création, TPS Foot est détenue à 100 % par TPS.